# گوئیدو سانتین
گوئیدو سانتین (انگلیسی: Guido Santin؛ ۱ ژانویه ۱۹۱۱ – ۱ اوت ۲۰۰۸) قایقران روئینگ اهل ایتالیا بود.
وی در مسابقات کشوری و بین‌المللی در مجموع برندهٔ ۲ مدال طلا، ۲ مدال نقره شده‌است.